# Juraj Sýkora
Juraj Sýkora (* 19. září 1983, Bratislava) je slovenský hokejista, nastupující na postu útočníka.
Od roku 2014 hraje za klub Orli Znojmo. K jeho bývalým klubům patří: HK Astana, HC 05 Banská Bystrica, Slovan Bratislava, Rožinov 99 Bratislava, Rouyn Noranda (QMJHL), Skalica, Trnava, Košice a HC Vítkovice. Je mistr slovenské nejvyšší ligy z let 2005, 2007, 2008, 2009, 2010 a vicemistr české ligy z roku 2011. Také reprezentoval Slovensko na MS hráčů do 20 let v roce 2003.

## Hráčská kariéra
- Rouyn Noranda 2001/2002
- Slovan Bratislava 2002 – 2008
- HK Skalica 2002/2003
- Ružinov 99 Bratislava 2003/2004, 2006/2007, 2007/2008
- HK Trnava 2004/2005
- HC Košice 2008 – 2010
- HC Vítkovice 2010 - 2012
- HC Banská Bystrica 2012 - 2013
- HK Astana 2013 - 2014
- Orli Znojmo 2014

## Trenérská kariéra
- Paneuropa Kings (2015)